# Marta Galeotti
Marta Galeotti (Urbino, 27 settembre 1984) è una pallavolista italiana.
Gioca nel ruolo di palleggiatrice nell'Évreux Volley-ball.

## Carriera
La carriera di Marta Galeotti inizia nello Sporting Noale, nel 2001, squadra con la quale gioca in Serie D. Dopo una stagione in Serie B1 con il Volley Club Padova, viene ingaggiata dall'ASP Albignasego, in Serie B2, con la quale resta pre tre stagioni, ottenendo una promozione in Serie B1. Nell'annata 2007-08 è nuovamente in Serie B2 con il Godigese Volley.
Nella stagione 2008-09 fa il suo esordio nel mondo del professionismo con il club del Robur Tiboni Urbino Volley, in Serie A2: a seguito dell'acquisto del titolo della squadra di Urbino dalla Pallavolo Cesena, nell'annata 2009-10 partecipa al suo primo campionato di Serie A1.
Nella stagione 2010-11 passa al Castellana Grotte: a termine campionato però la squadra fallisce e la giocatrice, per la stagione 2011-12, segue l'allenatore Donato Radogna nella neo-promossa Parma.
Nella stagione 2012-13 viene ingaggiata dal Volley Soverato, in serie cadetta; dopo un breve periodo di inattività, nel gennaio 2014 si accasa all'Évreux Volley-ball, nella Ligue A francese, per concludere la stagione 2013-14: con la stessa squadra partecipa anche al campionato 2014-15.
Torna in Italia per disputare la stagione 2015-16 con la LJ Volley di Modena, in Serie A1.